# Ketagalan
Die Ketagalan (chinesisch: 凱達格蘭族 Kǎidágélán zú) waren ein indigenes Volk im Norden der Insel Taiwan. Sie werden zu den Pingpu („Flachland-Völkern“) gezählt.

## Siedlungsgebiet
Laut einer mündlichen Überlieferung, die von japanischen Ethnologen Anfang des 20. Jahrhunderts aufgezeichnet wurde, glaubten die Ketagalan, dass ihre Ahnen einst auf einer mythischen Insel im Osten namens Sanasai lebten. Weil ein Ungeheuer sie heimsuchte, mussten sie die Insel verlassen, begaben sich auf Seefahrt und landeten schließlich am Kap Santiago (三貂角 Sandiaojiao), dem Nordostzipfel Taiwans, von dem aus sie den Norden der Insel besiedelten. Das Siedlungsgebiet der Ketagalan lag im Norden Taiwans im Gebiet der heutigen Städte Taipeh, Neu-Taipeh, Keelung und Taoyuan. Das Volk wird für gewöhnlich in die Untergruppen der Basay (巴賽 Basai) und Luilang (雷朗 Leilang) unterteilt.

## Geschichte

### Zeugnisse im Boxer-Kodex

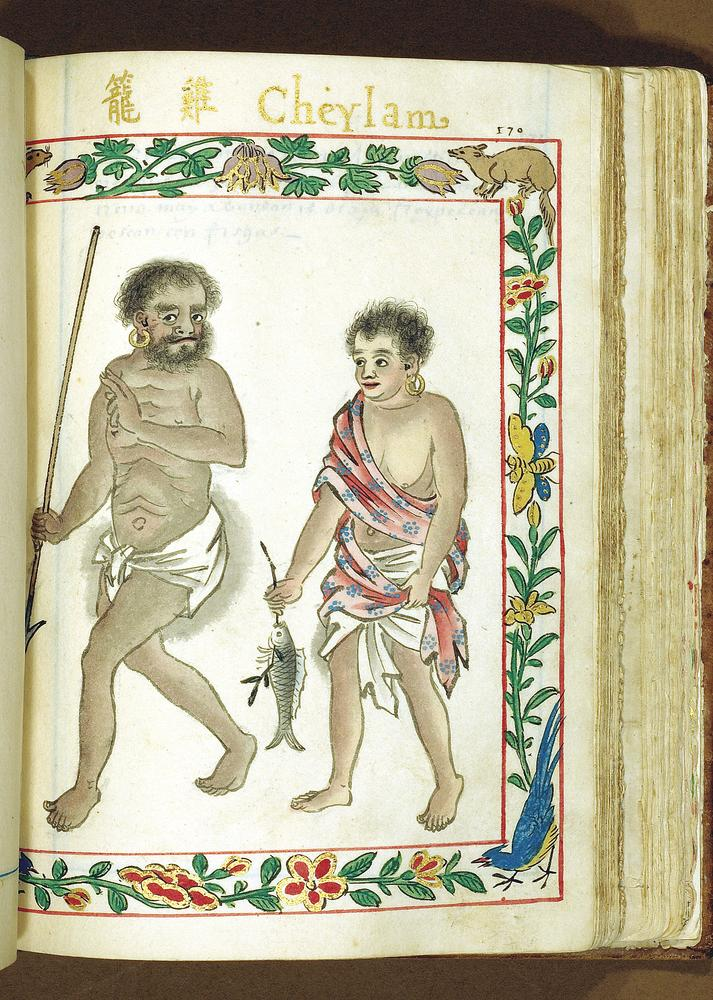
Paar aus Cheylam (Keelung), Boxer-Kodex (um 1590)

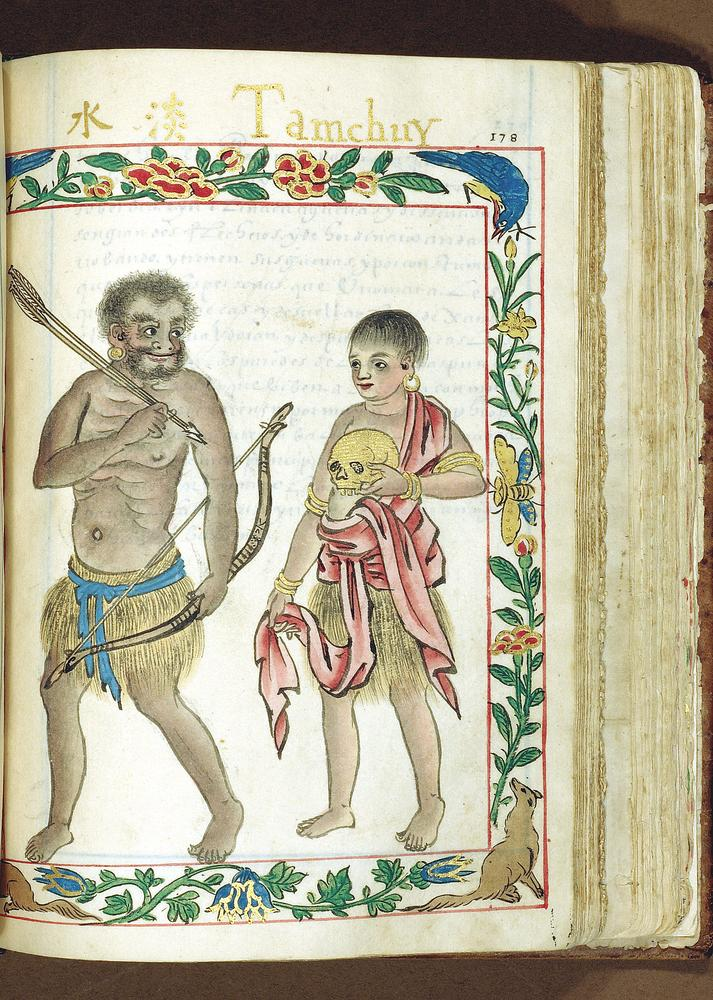
Paar aus Tamchuy (Tamsui), Boxer-Kodex (um 1590)

Die frühesten schriftlichen Zeugnisse, die als Beschreibung der Ketagalan gedeutet werden, finden sich im spanischen Boxer-Kodex (auch Manila-Manuskript) aus der Zeit um 1590. Demnach gab es im Norden Taiwans zwei indigene Königreiche, Cheylam (heute Keelung) und Tamchuy (Tamsui). Die knappen Schilderungen lauten:

„In der Nähe von Japan gibt es ein Königreich Cheylam. Sie haben einen König, der sie regiert und dem sie Tribut zahlen. Das Land ist reich an Schwefel. Sie sind kriegerisch und fischen mit Spießen.“

„Tamchuy ist ein eigenes Königreich, das an das von Cheylam grenzt. Es leben dort stolze Menschen, die zu Kriegen und Streitereien neigen. Sie sind großartige Bogenschützen und stehlen für gewöhnlich. In ihren Kriegen ist es Brauch, dass allen Menschen, die man tötet, die Köpfe abgenommen und gehäutet werden, sodass nur der Schädel übrig bleibt, den sie vergolden und danach an den Wänden des Hauptraums des Hauses anbringen, wo sie dann mit ihnen in großer Eintracht leben. Mit diesen Trophäen machen sie bekannt, wie mutig sie sind. Und der Kopf des bedeutendsten Mannes, den sie getötet haben, wird immer von der Frau dessen, der ihn getötet hat, in Händen getragen, sodass sie als Frau eines tapferen Mannes geschätzt und geachtet wird.“

Es wird vermutet, dass mit dem Begriff „Königreich“ (im spanischen Original reyno) Stammeskonföderationen gemeint waren. Die genaue politische Struktur der damaligen Ketagalan ist jedoch unklar.

### Kontakt mit Spaniern und Niederländern
Aufgrund ihrer exponierten Lage an der Nordküste Taiwans kamen die Ketagalan früh mit den spanischen und niederländischen Kolonisatoren Taiwans in Berührung. Mit den Spaniern, die zwischen 1626 und 1642 in Nordtaiwan präsent waren, trieben vor allem die Basay Handel. Die Niederländer, die die Spanier aus Nordtaiwan verdrängten, schätzten die Zahl der Ureinwohner des Gebiets auf über 5000.

### Zur Zeit der Qing-Herrschaft

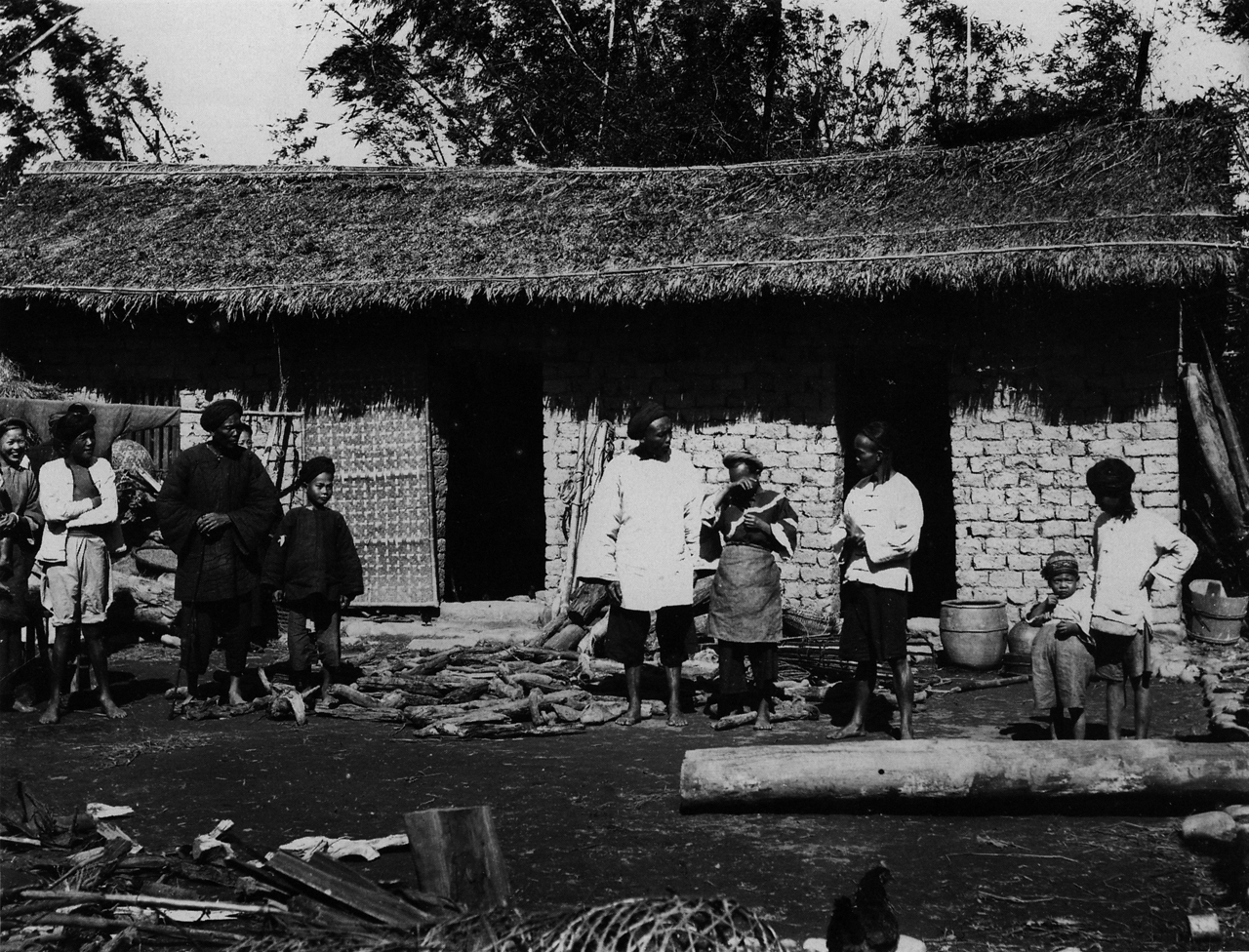
Ketagalan vom Stamm der Basay (1897)

Zur Zeit der Qing-Herrschaft über Taiwan kamen ab dem 18. Jahrhundert zunehmend chinesische Einwanderer in immer größerer Zahl nach Nordtaiwan, gründeten Siedlungen und machten das Land urbar. Dies hatte zur Folge, dass die Ketagalan verdrängt oder assimiliert wurden. Dieser Prozess beschleunigte sich noch mit der Verlegung des politischen Zentrums Taiwans nach Taipeh Ende des 19. Jahrhunderts. Als japanische Ethnologen Anfang des 20. Jahrhunderts begannen, die taiwanischen Ureinwohnervölker systematisch zu erforschen, wurde die Zahl der Ketagalan im Jahr 1915 auf 223 geschätzt.

## Sprache
Die Sprache der Ketagalan gehörte wie alle Formosa-Sprachen zur Familie der austronesischen Sprachen. Als japanische Wissenschaftler begannen, sich mit der Kultur der indigenen Völker Taiwans zu befassen, war die Sprache schon nahezu ausgestorben und durch das Chinesische bzw. Taiwanische verdrängt. Allerdings gelang es dem Gelehrten Ishikaza Sōsaku um 1930, einen Wortschatz von über tausend Wörtern und drei Lieder des Basay-Dialekts zu dokumentieren.

## Gegenwart
Die weitgehend verschwundene Kultur der Ketagalan hat ihre Spuren in einer Reihe von Ortsnamen hinterlassen, die von den chinesischen Einwanderern lautlich imitiert und chinesisch verschriftlicht wurden, sodass man vielen Ortsbezeichnungen ihren indigenen Ursprung nicht mehr ansieht. Beispiele hierfür sind die Ortsnamen Keelung, Beitou oder Wanhua.
Die Hauptstraße vor dem Präsidentenpalast in Taiwans Hauptstadt Taipeh wurde am 21. März 1996 in Ketagalan Boulevard (凱達格蘭大道) umbenannt. Zudem befindet sich in Taipeh das Ketagalan-Kulturzentrum (凱達格蘭文化中心), das den Kulturen der taiwanischen Ureinwohnervölker gewidmet ist.
Seit Ende des 20. Jahrhunderts identifizieren sich manche Taiwaner wieder als Ketagalan. Ein Anstoß hierzu entwickelte sich aus der Protestbewegung gegen die Inbetriebnahme des Kernkraftwerks Lungmen, das in Gongliao, einem historischen Siedlungsschwerpunkt des Volkes gebaut wurde. Aufgrund des fast vollständigen Fehlens demographischer Daten über die Ketagalan, etwa in Form von Haushaltsregistern, lässt sich eine Abstammung jedoch kaum mehr nachweisen.